# Supreme Group
O Supreme Group (PVT) LTD é uma empresa do Sri Lanka que está envolvida em vários setores da indústria: entre eles, no setor espacial, na mineração, comércio de minerais, ureia, betume e produtos de petróleo. A empresa é conhecido principalmente por seu negócio de satélite e dos recursos naturais. É uma das empresas de capital fechado com um histórico comprovado de execução de projetos de grande escala.

## Empresas do Grupo
- Supreme Solution (Pvt) Ltd
- Supreme Petroleum (Pvt) Ltd
- Supreme Ventures (Pvt) Ltd
- SupremeSAT (Pvt) Ltd
- U.F.Lanka (Pvt) Ltd